# Asota talboti
Asota talboti là một loài bướm đêm trong họ Erebidae.